# 1854 års firman
1854 års firman var ett kejserligt firman (dekret) utfärdat av sultan Abd ül-Mecid I av Osmanska riket år 1854.
Dekretet följde på 1830 års firman. Britterna drev länge en utrikespolitisk policy av diplomatiska påtryckningar mot Osmanska riket att motarbeta slaveri och slavhandel. 
Dekretet förbjöd handeln med "vita slavar" till Osmanska riket. Det gällde specifikt flickor från Kaukasus och Georgien för att köpas som sondöttrar, hustrur och konkubiner. 
Dekretet upprätthölls till år 1858, då de osmanska myndigheterna förklarade att det endast hade varit en tillfällig åtgärd. Den så kallade "kirkassiska slavhandeln" fortsatte sedan till Osmanska rikets slut. 